# Orde van Industriële Verdienste (Zuid-Korea)
De Orde van Industriële Verdienste (Koreaans: 산업훈장 , san-eobhunjang) werd in 1962 ingesteld en dient als belangrijkste onderscheiding voor de door de regering van de Republiek Korea zo gewenste en van overheidswege sterk bevorderde industrialisatie van het tot in de jaren'50 van de 20e eeuw op vele gebieden achterlijke land. In 1974 werden de kleinoden en sterren gewijzigd.
Er zijn vijf graden.
Deze orde is onderverdeeld in 
- - De Medaille van de Gouden Toren

Een grootkruis aan een hemelsblauw lint. De baton heeft twee gouden biezen.
- - De Medaille van de Zilveren Toren

Een commandeurskruis aan een hemelsblauw lint met zwarte strepen langs de zoom met ster.
- - De Medaille van de Bronzen Toren

Een officierskruis aan een hemelsblauw lint met twee donkerrode strepen langs de zoom.
- - De Medaille van de Tinnen Toren

Een officierskruis aan een hemelsblauw lint met twee donkerrode strepen langs de zoom.
en de
- - De Medaille van de IJzeren Toren

Een officierskruis aan een hemelsblauw lint met een donkerrode streep langs de zoom. 

Het kleinood is rood achtpuntig andreaskruis op een gouden vierpuntige ster. In het midden is het yin-yang symbool geplaatst.
De kleinoden zijn modern vormgegeven. Het zijn gouden driehoekige sterren.